# Villasimius
Villasimius (en sard, Crabonaxa) és un municipi italià, dins de la província de Sardenya del Sud. L'any 2007 tenia 1.587 habitants. Es troba a la regió de Campidano di Cagliari. Limita amb els municipis de Castiadas, Maracalagonis i Sinnai.

## Administració
| Període | Identitat       | Partit        |
| ------- | --------------- | ------------- |
| 2006-   | Salvatore Sanna | Llista cívica |